# Обсервационное исследование
Обсервационное исследование, наблюдательное исследование — клиническое исследование, в котором исследователь собирает данные путём простого наблюдения событий в их естественном течении, не вмешиваясь в них активно. Противоположностью обсервационному исследованию является эксперимент.
Одним из самых распространённых видов обсервационных исследований является изучение возможного влияния лечения на испытуемых, когда распределение испытуемых в группу, получавшую лечение, в отличие от контрольной группы, находится вне контроля исследователя.
Зачастую наблюдения могут быть единственным выбором исследователя в тех случаях, когда проведение других видов исследований невозможно по этическим или экономическим причинам.

## Виды
Обсервационное исследование может быть как «поперечным» (одномоментным), так и «продольным» (длящимся во времени). Одномоментные исследование, при котором происходит однократное измерение показателей и определение связи между ними, являются наиболее ненадёжными с точки зрения доказательной медицины. Сравнение показателей, полученных в разные моменты времени при продольном исследовании, уменьшает вероятность ошибки. Наиболее достоверные данные можно получить при проведении обсервационного исследования в специально сформированной группе. Выбор времени наблюдения осуществляется в зависимости от длительности наблюдаемого процесса и в остальном ничем не ограничено.
Обсервационные исследования проигрывают в надёжности контролируемым исследованиям, в котором сравниваются исходы в группе вмешательства и контрольной группе.
Основные типы наблюдательных исследований — когортное исследование и исследование «случай-контроль»:
- В когортном исследовании за выделенной группой людей (когортой) наблюдают в течение некоторого времени. Состояние пациентов в разных подгруппах данной когорты, тех, кто подвергался, не подвергался или подвергался в разной степени лечению исследуемым препаратом, сравниваются. В проспективном когортном исследовании сначала составляется план исследования и определяется порядок сбора и обработки данных, затем составляются когорты, проводится исследование и анализируются полученные данные. В ретроспективном когортном исследовании когорту подбирают по архивным записям и прослеживают состояние здоровья пациентов с момента начала наблюдения за пациентом по настоящее время.

- В исследовании «случай-контроль» сравнивают людей с определённым заболеванием с людьми из этой же популяции, не страдающими данным заболеванием, чтобы выявить связи между клиническим исходом и предшествующим воздействием определённых рискогенных факторов.

## Степень полезности и надежности
«Хотя наблюдательные исследования не могут быть использованы для окончательного утверждения фактов о „безопасности, действенности или результативности“ той или иной практики, они могут:
1. предоставлять информацию об использовании и практике в „реальности“;
2. выявлять сигналы о преимуществах и рисках использования [методов] среди населения в целом;
3. помогать сформулировать гипотезы, которые будут проверены в последующих экспериментах;
4. предоставлять часть данных на уровне сообщества, необходимых для разработки более информативных практических клинических исследований;
5. осведомлять о клиническом опыте.[5]»

## Недостатки
Недостатком обсервационных исследований является высокая вероятность возникновения систематической погрешности. Наиболее частой ошибкой является неправильная оценка причинно-следственных связей. Например, тот факт, что по статистике непьющие чаще умирают от сердечно-сосудистых заболеваний, чем пьющие умеренно, может означать не пользу от умеренного потребления алкоголя, а то, что непьющие воздерживаются от алкоголя по причине хронических заболеваний, которые и приводят к повышенной смертности.4
Во всех этих случаях, если рандомизированный эксперимент не может быть проведён, альтернативное направление исследования сталкивается с проблемой, заключающейся в том, что решение о том, какие субъекты будут получать лечение, не является полностью случайным и, следовательно, является потенциальным источником неправильной оценки. Основная проблема при проведении наблюдательных исследований заключается в том, чтобы сделать приемлемые выводы, свободные от влияния явных предубеждений, а также оценить влияние потенциальных скрытых предубеждений.

### Неправильная оценка причинно-следственных связей

#### Метод сопоставления
Вместо экспериментального контроля многомерные статистические методы позволяют приблизить экспериментальный контроль к статистическому при помощи методов сопоставления. Метод сопоставления учитывает влияние наблюдаемых факторов, которые могут влиять на причинно-следственную связь. В здравоохранении и социальных науках исследователи могут использовать этот метод для сравнения тех испытуемых, которые специально получали лечение под контролем. Одним из распространённых подходов является использование сопоставления показателей склонности для уменьшения количества спутывающих переменных, хотя в последнее время этот подход подвергается критике за то, что он усугубляет те проблемы, которые стремится решить.

#### Поправка на множественную проверку гипотез
Поправка на множественную проверку гипотез может произойти при одновременной проверке нескольких гипотез. По мере увеличения количества регистрируемых факторов возрастает вероятность того, что по крайней мере один из зарегистрированных факторов будет сильно коррелировать с выводимыми данными.

#### Смещение вследствие пропущенных переменных
Наблюдатель за неконтролируемым экспериментом (или процессом) фиксирует потенциальные факторы и выходные данные: цель состоит в том, чтобы определить влияние факторов. Иногда зарегистрированные факторы могут не являться непосредственной причиной различий в выходных данных. Могут существовать более важные факторы, которые не были зафиксированы, но на самом деле являются причинно-следственными. Кроме того, зарегистрированные или неучтённые факторы могут быть взаимосвязаны, что может привести к неверным выводам.

#### Систематическая ошибка отбора
Систематическая ошибка отбора — предвзятость самих исследователей, сознательная или бессознательная, при поиске нужной им информацию во время проведении исследований. Например, исследователи могут преувеличивать влияние одной переменной или преуменьшать влияние другой. Такая предвзятость при отборе может возникнуть на любом этапе исследовательского процесса. Это приводит к искажению данных, когда определённые переменные систематически оцениваются необъективно.

## Качество
В Кокрановском обзоре 2014 года (обновлённом в 2024 году) был сделан вывод о том, что наблюдательные исследования дают результаты, аналогичные тем, которые проводились в качестве рандомизированных контролируемых испытаний. В обзоре было представлено мало доказательств существенных различий в эффектах между наблюдательными исследованиями и рандомизированными контролируемыми испытаниями, независимо от их структуры. Различия необходимо оценивать, рассматривая популяцию, сравнивающего данные, неоднородность и результаты.